# 日ノ丸ハイヤー

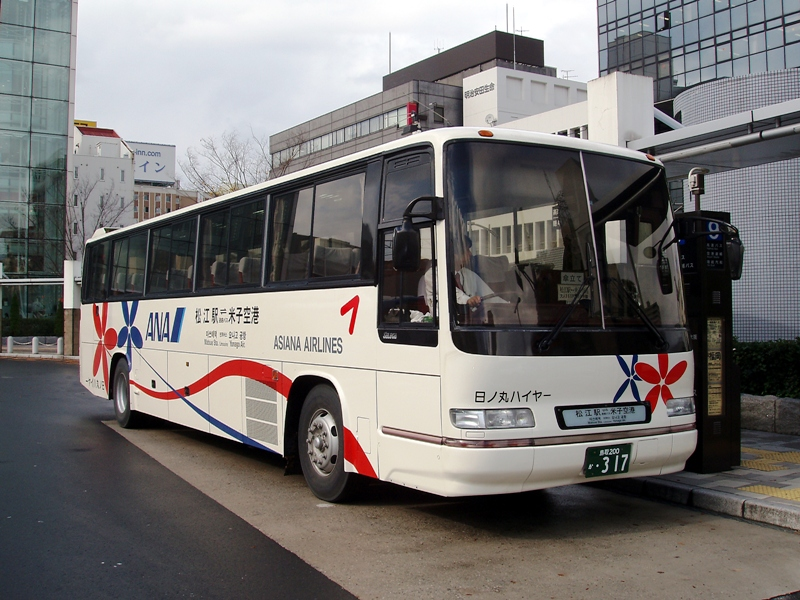
空港リムジンバス
（日野・セレガ）

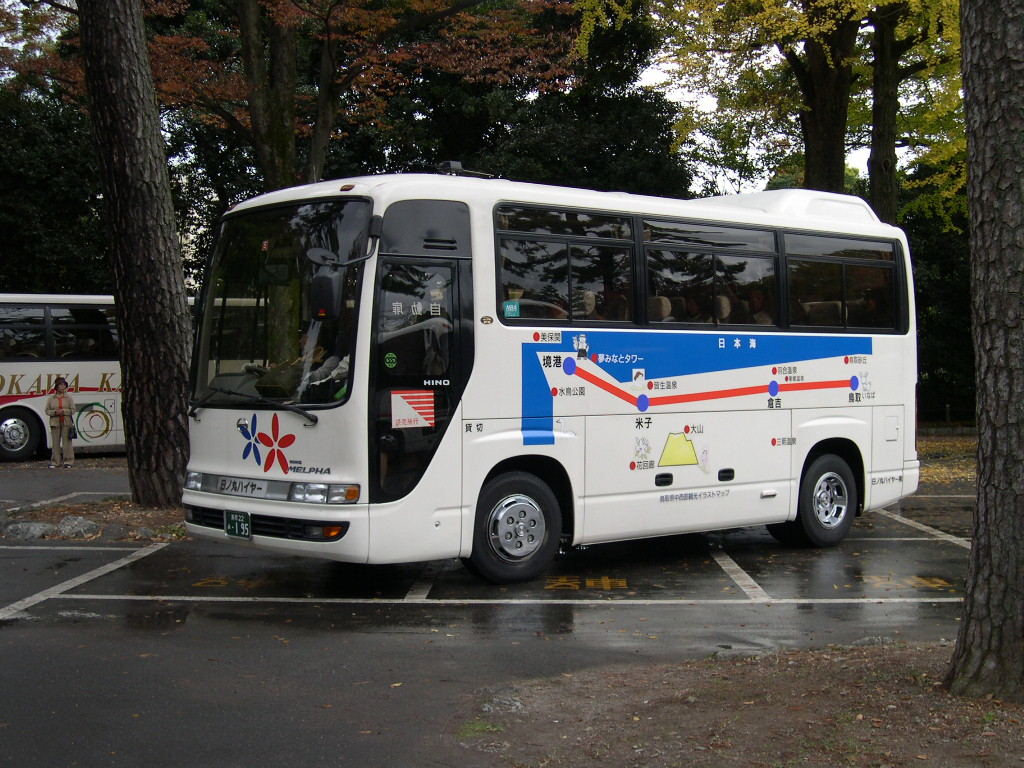
小型貸切バス
（日野・メルファ7）

日ノ丸ハイヤー（ひのまるハイヤー）は、鳥取県鳥取市に本社を置くタクシー・バス事業者。日ノ丸自動車の関連会社である。
公益社団法人日本バス協会傘下の鳥取県バス協会会員。
鳥取市・米子市・倉吉市・境港市・三朝町・湯梨浜町・日吉津村などで、LINEのタクシー配車機能や、タクシー配車アプリ「GO」でタクシーを呼ぶことができる。
なお、大阪府池田市に本社を置くタクシー会社「日の丸ハイヤー」（「の」が平仮名）とは無関係である。

## 歴史
- 1957年（昭和32年）2月1日 日ノ丸自動車のタクシー・ハイヤー事業を分社し、日ノ丸ハイヤーを設立。
- 2001年（平成13年）10月15日 日ノ丸自動車のバス路線の一部（吉岡温泉 - 洞谷間）を日ノ丸ハイヤーの乗合タクシーに変更。
- 2010年（平成22年）4月1日 日ノ丸自動車から空港リムジンバス三朝・倉吉 - 鳥取空港線の運行が移管される。
- 2012年（平成24年）10月1日 いなばタクシーの乗合タクシー（河原口 - 河原 - 中井農協前 - 神馬間、河原口 - 河原 - 佐貫 - 山上 - 小倉間の各一部便）を日ノ丸ハイヤー・大森タクシーの運行に変更（ただし、一部便は日ノ丸自動車の乗合バスによる運行となる）。
- 2013年（平成25年）8月9日 LINEのタクシー配車機能や全国タクシー配車（現在のJapanTaxi）配車アプリに対応[2]。
- 2015年（平成27年）10月1日 倉吉市で北谷地区・高城地区予約型乗合タクシーを運行開始[3]。
- 2016年（平成28年）4月1日 日ノ丸自動車のバス路線の一部（中河原 - 山崎橋 - 雨滝間、中河原 - 上地間）を日ノ丸ハイヤーの乗合タクシーに変更[4]。
- 2023年（令和5年）4月1日 日ノ丸自動車のバス路線の一部（鳥取南 - 岩坪間）を日ノ丸ハイヤーの乗合タクシーに変更。

## 事業所
- 鳥取営業所
  - 鳥取県鳥取市古海601-8
- 鳥取営業所吉岡待機所
  - 鳥取県鳥取市吉岡温泉町896-1
- 倉吉営業所
  - 鳥取県倉吉市昭和町二丁目214
- 米子営業所
  - 鳥取県米子市大谷町251

## バス路線

### 空港リムジンバス
詳細な運行案内および発券業務・共同運行に関する事項は、#外部リンクを参照のこと。
- 北栄 - 倉吉 - 鳥取砂丘コナン空港線
  - 青山剛昌ふるさと館 - 倉吉駅 - （山陰自動車道経由） - 鳥取砂丘コナン空港
    - 三朝温泉発着便は2019年3月31日をもって運行終了。
- 松江 - 米子鬼太郎空港線
  - 松江駅 - 米子鬼太郎空港
    - 共同運行：松江一畑交通

### 乗合タクシー

#### 鳥取市
乗合タクシーは乗合バスの代替として運行されているため、乗合バスの運賃が適用される。また、日ノ丸自動車の定期券・回数券も使用可能。詳細な運行案内は#外部リンクを参照のこと。
- 鳥取南 - 岩坪
  - 1時間前までに日ノ丸ハイヤー鳥取営業所へ要電話予約。鳥取南で日ノ丸自動車の[56M] 鳥取駅 - 鳥取南線（乗合バス）に接続。
  - 日ノ丸自動車の[56] 鳥取駅 - 鳥取南 - 岩坪線（乗合バス）と共同運行（平日朝の鳥取駅行き1本と平日夕方の岩坪行き1本のみ乗合バス、それ以外は乗合タクシーによる運行、土曜・休日は全便乗合タクシーによる運行）。
- 中河原 - 山崎 - 上地
- 中河原 - 山崎橋 - 栃本 - 大石 - 栃本 - 雨滝
  - 上記2路線は1時間前までに日ノ丸ハイヤー鳥取営業所へ要電話予約。中河原または山崎橋で日ノ丸自動車の[80][81][82][83][84] 鳥取駅 - 中河原 - 山崎橋線（乗合バス）に接続。
- 湖南学園前 - 吉岡温泉 - 洞谷
  - 40分前までに日ノ丸ハイヤー鳥取営業所へ要電話予約。吉岡温泉で日ノ丸自動車の[50][51] 鳥取駅 - 古海 - 徳尾 - 布勢 - 吉岡温泉 - 矢矯線（乗合バス）に接続。
- [K1] （エスマート -） 河原口 - 河原 - 中井農協前 - （神馬 - （上神馬） - 神馬） - 北村
  - 日ノ丸自動車（乗合バス）と共同運行（平日の鳥取市立河原第一小学校・鳥取市立西郷小学校の通学便のみ乗合バス、それ以外は乗合タクシーによる運行、土曜・休日は全便乗合タクシーによる運行）。神馬 - 上神馬間は、予約制。
  - エスマート - 河原口間は土曜・休日運休。
  - かつては日ノ丸自動車・大森タクシー→日ノ丸自動車・鳥取市南部支線バス（いずれも乗合タクシー）と共同運行だった。

##### 廃止・撤退路線
- （現在の[K2]） 河原口 - 河原 - 中佐貫 - （山上） - 小倉
  - 日ノ丸自動車（乗合バス）・大森タクシーと共同運行（平日の鳥取市立河原第一小学校・鳥取市立散岐小学校の通学便のみ乗合バス、それ以外は乗合タクシーによる運行、土曜・休日は全便乗合タクシーによる運行）。
  - 2019年3月31日に大森タクシーが鳥取市南部地域の乗合タクシーから撤退したのに伴い、日ノ丸ハイヤー・大森タクシー運行分は、鳥取市南部支線バス（自家用有償旅客運送による乗合タクシー）へ移行した。
  - 2022年3月31日に鳥取市南部支線バスが廃止されたのに伴い、鳥取市南部支線バス運行分はさんき楽楽バス（自家用有償旅客運送による乗合タクシー）へ移行した。同時に全便が土休日運休となった。

#### 倉吉市
運賃は100円 - 300円。詳細な運行案内は#外部リンクを参照のこと。
- JA久米支所前 - 横田 - 福本 - 沢谷 - 中野上 - 大河内
- JA久米支所前 - 横田 - 上福田 - 高城小学校前 - 大立 - 上大立
- JA久米支所前 - 横田 - 上福田 - 高城小学校前 - 桜 - 河来見
  - 上記3路線は平日昼間のみ運行。JA久米支所前（下りのみ）または横田（上りのみ）で日ノ丸自動車の[0][12] 倉吉駅 - 横田 - 久米中学校線（乗合バス）に接続。

## 関連会社
- 日ノ丸自動車
- 日ノ丸総本社 - 日野自動車の販売会社である島根日野自動車の鳥取県東部地区代理店
- 日ノ丸観光 - ホテルニューオータニ鳥取の運営会社
- 丸由
- 鳥取キャリアサービス